# Юнацька збірна Хорватії з футболу (U-20)
Юнацька збірна Хорватії з футболу (U-20) — національна футбольна збірна Хорватії, що складається із гравців віком до 20 років. Керівництво командою здійснює Хорватський футбольний союз.
Команда скликається для участі у Молодіжному чемпіонаті світу, якщо відповідну кваліфікацію долає юнацька збірна U-19, а також може брати участь у товариських і регіональних змаганнях.

## Чемпіонат світу U-20
| Статистика молодіжних чемпіонатів світу | Статистика молодіжних чемпіонатів світу | Статистика молодіжних чемпіонатів світу | Статистика молодіжних чемпіонатів світу | Статистика молодіжних чемпіонатів світу | Статистика молодіжних чемпіонатів світу | Статистика молодіжних чемпіонатів світу | Статистика молодіжних чемпіонатів світу | Статистика молодіжних чемпіонатів світу |
| Рік                                     | Раунд                                   | І                                       | В                                       | Н                                       | П                                       | Г+                                      | Г-                                      | РГ                                      |
| --------------------------------------- | --------------------------------------- | --------------------------------------- | --------------------------------------- | --------------------------------------- | --------------------------------------- | --------------------------------------- | --------------------------------------- | --------------------------------------- |
| 1995                                    | не кваліфікувалася                      | не кваліфікувалася                      | не кваліфікувалася                      | не кваліфікувалася                      | не кваліфікувалася                      | не кваліфікувалася                      | не кваліфікувалася                      | не кваліфікувалася                      |
| 1997                                    | не кваліфікувалася                      | не кваліфікувалася                      | не кваліфікувалася                      | не кваліфікувалася                      | не кваліфікувалася                      | не кваліфікувалася                      | не кваліфікувалася                      | не кваліфікувалася                      |
| 1999                                    | 1/8 фіналу                              | 4                                       | 1                                       | 2                                       | 1                                       | 6                                       | 6                                       | 0                                       |
| 2001                                    | не кваліфікувалася                      | не кваліфікувалася                      | не кваліфікувалася                      | не кваліфікувалася                      | не кваліфікувалася                      | не кваліфікувалася                      | не кваліфікувалася                      | не кваліфікувалася                      |
| 2003                                    | не кваліфікувалася                      | не кваліфікувалася                      | не кваліфікувалася                      | не кваліфікувалася                      | не кваліфікувалася                      | не кваліфікувалася                      | не кваліфікувалася                      | не кваліфікувалася                      |
| 2005                                    | не кваліфікувалася                      | не кваліфікувалася                      | не кваліфікувалася                      | не кваліфікувалася                      | не кваліфікувалася                      | не кваліфікувалася                      | не кваліфікувалася                      | не кваліфікувалася                      |
| 2007                                    | не кваліфікувалася                      | не кваліфікувалася                      | не кваліфікувалася                      | не кваліфікувалася                      | не кваліфікувалася                      | не кваліфікувалася                      | не кваліфікувалася                      | не кваліфікувалася                      |
| 2009                                    | не кваліфікувалася                      | не кваліфікувалася                      | не кваліфікувалася                      | не кваліфікувалася                      | не кваліфікувалася                      | не кваліфікувалася                      | не кваліфікувалася                      | не кваліфікувалася                      |
| 2011                                    | груповий етап                           | 3                                       | 0                                       | 0                                       | 3                                       | 2                                       | 8                                       | −6                                      |
| 2013                                    | 1/8 фіналу                              | 4                                       | 2                                       | 1                                       | 1                                       | 4                                       | 4                                       | 0                                       |
| 2015                                    | не кваліфікувалася                      | не кваліфікувалася                      | не кваліфікувалася                      | не кваліфікувалася                      | не кваліфікувалася                      | не кваліфікувалася                      | не кваліфікувалася                      | не кваліфікувалася                      |
| 2017                                    | не кваліфікувалася                      | не кваліфікувалася                      | не кваліфікувалася                      | не кваліфікувалася                      | не кваліфікувалася                      | не кваліфікувалася                      | не кваліфікувалася                      | не кваліфікувалася                      |
| 2019                                    | не кваліфікувалася                      | не кваліфікувалася                      | не кваліфікувалася                      | не кваліфікувалася                      | не кваліфікувалася                      | не кваліфікувалася                      | не кваліфікувалася                      | не кваліфікувалася                      |
| 2021                                    | не визначено                            | не визначено                            | не визначено                            | не визначено                            | не визначено                            | не визначено                            | не визначено                            | не визначено                            |
| Усього                                  | 3/13                                    | 11                                      | 3                                       | 3                                       | 5                                       | 12                                      | 18                                      | −6                                      |